# Ana Gomes
Ana Maria Rosa Martins Gomes (ur. 9 lutego 1954 w Lizbonie) – portugalska polityk, prawniczka i dyplomata, działaczka na rzecz praw człowieka, ambasador Portugalii w Dżakarcie (1999–2003), posłanka do Parlamentu Europejskiego VI, VII i VIII kadencji.

## Życiorys
W 1979 ukończyła studia prawnicze na Uniwersytecie w Lizbonie. Później odbyła m.in. kurs prawa wspólnotowego w Krajowym Instytucie Administracji (1981) oraz kurs w Międzynarodowym Instytucie Praw Człowieka w Strasburgu (1989).
Od 1982 do 1986 pełniła obowiązki doradcy prezydenta António Eanesa ds. dyplomacji. Była członkinią stałej misji przy ONZ i organizacjach międzynarodowych w Genewie (1986–1989) oraz przy ambasadach w Tokio (1989–1991) i Londynie (1991–1994). Zasiadała w delegacji portugalskiej w procesie pokojowym na Bliskim Wschodzie podczas prezydencji Portugalii w EWG (1992). Była również członkinią Biura do Specjalnych Spraw Politycznych (Timor Wschodni) przy Ministerstwie Spraw Zagranicznych (1994–1995). W rządzie Antónia Guterresa sprawowała funkcję szefowej gabinetu sekretarza stanu ds. europejskich (1995–1996), później była członkiem stałej misji Portugalii przy ONZ w Nowym Jorku, gdzie koordynowała prace portugalskiej delegacji do Rady Bezpieczeństwa (1997–1998). Działa w portugalskiej sekcji Amnesty International.
Od 1999 do 2003 pełniła urząd ambasadora Portugalii w Indonezji. Była kandydatką PS na urząd burmistrza Sintry, uzyskała mandat radnej. W 2004 została wybrana na posłankę do Parlamentu Europejskiego z listy Partii Socjalistycznej. W 2009 i w 2014 z powodzeniem ubiegała się o europarlamentarną reelekcję, zasiadając w PE do 2019.
W wyborach w 2021 kandydowała na urząd prezydenta Portugalii. Nie uzyskała oficjalnego poparcia socjalistów, wsparły ją natomiast ugrupowania ekologiczne: PAN i LIVRE. W pierwszej turze głosowania, w wyniku której Marcelo Rebelo de Sousa zapewnił sobie reelekcję, Ana Gomes zajęła drugie miejsce z wynikiem około 13% głosów.